# Zurab Azmaiparashvili
Zurab Azmaiparashvili (en géorgien : ზურაბ აზმაიფარაშვილი, né le 16 mars 1960) est un grand maître international géorgien du jeu d'échecs. 
Inactif comme joueur depuis 2009 dans les compétitions d'échecs, son classement Elo de la Fédération internationale des échecs est de 2 637 points.

## Biographie et carrière
Il apprend les échecs à l'âge de 4 ans. À 13 ans, il remporte le championnat junior de Géorgie des moins de 18 ans. En 1978, il est le champion d'URSS junior et l'année suivante il décroche la médaille d'argent du championnat d'Europe junior.
Il est devenu grand maître en 1988. En 1995, il représente la fédération de Bosnie-Herzégovine dans les classements de la Fédération internationale des échecs.
Dans son palmarès échiquéen, on peut distinguer sa performance de 2810 Elo à l'Olympiade d'échecs de 1998 et ses premières places aux tournois de :
- Pavlodar en 1982 ;
- Moscou en 1986 ;
- Tbilissi en 1986 ;
- à l'open Lloyds Bank de Londres en 1989 ;
- et au championnat d'Europe d'échecs individuel 2003 à Istanbul.

En 2003, il joue contre Garry Kasparov dans un match de parties rapides et de blitz qu'il perd 0,5-5,5.
Azmaiparashvili est aussi actif dans la politique échiquéenne, puisqu'il est président de la fédération géorgienne, membre du conseil d'administration de l'European Chess Union — dont il est élu président en 2014  — et vice-président de la Fédération internationale des échecs.

### Championnats du monde FIDE et coupes du monde
| Année | Lieu                             | Résultat                            | Ultime adversaire       | Adversaires battus                                       |
| ----- | -------------------------------- | ----------------------------------- | ----------------------- | -------------------------------------------------------- |
| 1997  | Groningue                        | quatrième tour (huitième de finale) | Michał Krasenkow        | Roman Slobodjan, Alekseï Aleksandrov                     |
| 1999  | Las Vegas                        | deuxième tour                       | Liviu-Dieter Nisipeanu  |                                                          |
| 2000  | New Delhi                        | troisième tour                      | Boris Goulko            | Vladimir Baklan                                          |
| 2000  | Shenyang (coupe du monde)        | quart de finale                     | Ievgueni Bareïev        |                                                          |
| 2001  | Moscou                           | quatrième tour (huitième de finale) | Boris Guelfand          | Saidali Ioudltchev, Sergei Movsessian, Rustam Qosimjonov |
| 2004  | Tripoli                          | deuxième tour                       | Aleksandr Lastine       | Morteza Mahjoob                                          |
| 2005  | Khanty-Mansiïsk (coupe du monde) | premier tour                        | Magnus Carlsen          |                                                          |
| 2017  | Tbilissi                         | Organisateur du tournoi             | Organisateur du tournoi | Organisateur du tournoi                                  |

## Incidents de jeu
Pendant une partie cruciale du championnat d'Europe 2003 contre Malakhov, il joue un coup perdant (25... Fe5??) mais le reprend  immédiatement pour en jouer un autre (25... Txd1+), avec l'accord de son adversaire. Ceci est néanmoins tout à fait interdit par les règles du jeu,, et il a été accusé par certains commentateurs d'avoir triché.
Durant la cérémonie de clôture de l'olympiade d'échecs de 2004 à Calvià (Espagne), il tente de s'approcher de la scène pour signaler l'oubli du prix destiné à sa compatriote Nona Gaprindashvili mais se heurte au service de sécurité. Une bagarre éclate et il est détenu en garde à vue pendant 48 heures. Les poursuites judiciaires à son encontre furent abandonnées peu après,.
À Tbilissi, le 9 septembre 2017, lors du troisième tour de la coupe du monde d'échecs, il refuse l'entrée au jeune joueur canadien Anton Kovalyov sous prétexte que celui-ci porte un bermuda. Cela suscite une polémique sur l'acceptation des différences et des différentes personnalités dans les compétitions d'échecs de haut niveau, et remet aussi en question les lois instaurées par la FIDE (Fédération internationale des échecs).